# Lindsay Cooper
Pour les articles homonymes, voir Cooper.
Lindsay Cooper, née le 3 mars 1951 à Hornsey et morte le 18 septembre 2013 à Londres, est une musicienne britannique, dont les principaux instruments sont le hautbois, le basson et le piano. Elle est principalement connue pour avoir collaboré avec le groupe de rock expérimental Henry Cow, et fut aussi membre des groupes Comus, National Health, News from Babel et David Thomas and the Pedestrians. Elle est l'une des cofondatrices du Feminist Improvising Group avec Maggie Nicols en 1978.

## Biographie

### Les débuts (1965-1974)
Lindsay naît dans le quartier londonien de Hornsey. Elle prend ses premières leçons de piano à l'âge de 11 ans. Quelques années plus tard, elle décide de jouer du  basson, qui devient son instrument de prédilection.
Entre 1965 et 1968, elle étudie la musique classique au Dartington College of Arts  et au Royal College of Art. Elle joue au National Youth Orchestra of Great Britain et devient membre de la Royal Academy of Music. Vers la fin des années 1960, elle déménage pendant une année à New York où elle participe à plusieurs projets de musique.
Lorsqu'elle rentre en Angleterre au début des années 1970, elle abandonne la musique classique pour proposer ses talents à des formations de rock expérimental et intègre le groupe Comus. Elle ajoute le hautbois et la flûte à son répertoire instrumental et se prête à de nouvelles sessions d'enregistrement avec Mike Oldfield sur les albums Tubular Bells et Hergest Ridge, sortis en 1974 pour le label Virgin Records.
Sa rencontre avec Henry Cow, groupe de rock expérimental fondé à l'Université de Cambridge en 1968, lance véritablement sa carrière.

### Collaboration avec Henry Cow (1974-1978)
En 1973, Lindsay Cooper est approchée par les membres d' Henry Cow qui lui proposent de se joindre à leur groupe, pour remplacer le saxophoniste et flûtiste Geoff Leigh, qui a quitté la formation. Elle participe aux enregistrements sur l'album Unrest l'année suivante. Toutefois, à l'issue d'une tournée en Scandinavie en septembre 1974, le groupe se réorganise. Lindsay quitte le groupe temporairement, mais le réintègre l'année suivante et poursuit sa collaboration sur chacun de ses albums, jusqu'à sa dissolution définitive en 1978. Dès 1977, Lindsay se distingue en devenant l'un des principaux compositeurs au sein de la formation, notamment sur l'album Western Culture en 1978.

### De nouveaux projets (1978-1990)
Dès 1977, un an avant la fin du groupe Henry Cow, Lindsay Cooper cofonde le Feminist Improvising Group, une nouvelle formation de musiciens féminins, avec la chanteuse Maggie Nicols, Sally Potter, Georgie Bron (ex-membre du groupe d'Henry Cow) et la pianiste de jazz suisse Irène Schweizer. La formation entreprend de nombreuses tournées en Europe entre 1977 et 1982. En outre, Lindsay rejoint une nouvelle fois Comus, collabore avec le producteur Steve Hillage et apporte son concours au groupe de rock progressif Hatfield and the North pour l'enregistrement de l'album The Rotters Club en 1975. Par ailleurs, Lindsay Cooper rejoint le groupe National Health, mais le quitte peu de temps après le départ de Dave Stewart.
Le début de la décennie 1980 marque un tournant pour Lindsay qui enregistre son premier album solo : Rags. En 1982, elle forme son propre groupe de musique, le Lindsay Cooper Film Music Orchestra et se met à écrire et à composer des musiques de films pour la télévision, dont la bande-originale du film The Gold Diggers de Sally Potter en 1983, mettant en scène l'actrice britannique Julie Christie. La même année, elle fonde avec Chris Cutler le groupe de rock expérimental News from Babel, composant la musique de tous les titres des albums Work Resumed on the Tower en 1984 et  Letters Home en 1986.
Lindsay Cooper est connue pour son travail sur la musique de l'album live Oh Moscow, dont les textes sont écrits par Sally Potter. Composée en 1987, l'œuvre est présentée pour la première fois au Festival de jazz de Zurich le 31 octobre 1987. Par la suite, des tournées s'enchaînent en Europe, aux États-Unis et à Moscou entre 1988 et 1993, qui connaissent un grand succès et font de Oh Moscow l'œuvre la plus célèbre de Lindsay Cooper. L'album est enregistré en octobre 1989, peu de temps avant la chute du Mur de Berlin, au cours de la septième édition du Festival international de musique actuelle de Victoriaville à Victoriaville au Québec. La performance sort en CD en 1991.
En 1990, Lindsay Cooper se rend en Australie où elle collabore avec la chanteuse Robyn Archer. En 1993, elle travaille avec John Wolf Brennan au sein de Creative Works Orchestra et se produit lors du Festival de jazz de Willisau.
Elle publie deux nouveaux albums, Schrödinger's Cat et An Angel on the Bridge en 1991. Lindsay propose sa propre création Concerto for Sopranino Saxophone and Strings au British Conservatory de Londres, commissionnée par l'European Women's Orchestra en 1992.

## Décès
Lindsay Cooper souffre de plusieurs scléroses, dont de la sclérose en plaques, le diagnostic ayant été établi peu de temps avant la dissolution du groupe Henry Cow, mais elle ne le révèle que dans le courant des années 1990, lorsque son mal l'empêche de se produire sur scène. Elle meurt des suites de ses maladies le 18 septembre 2013 à Londres d'une pneumonie, contractée peu de temps avant sa mort.

## Discographie (non exhaustive)

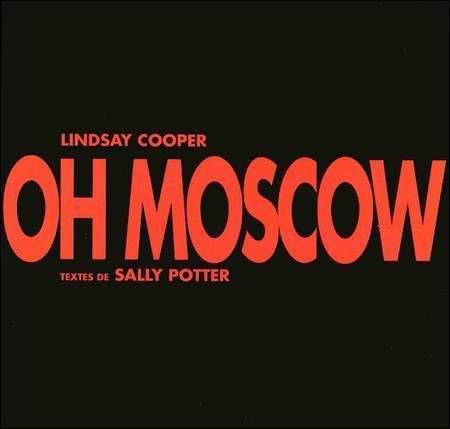
Pochette de l'album Oh Moscow (1991).

### Albums solo
- 1981 : Rags
- 1983 : The Golddiggers
- 1986 : Music for Other Occasions
- 1991 : Oh Moscow
- 1991 : An Angel on the Bridge
- 1991 : Schroedinger's Cat
- 1993 : Sahara Dust
- 1998 : A View from the Bridge

### Collaborations avec Mike Oldfield
- 1974 : Tubular Bells
- 1974 : Hergest Ridge

### Avec Henry Cow
- 1974 : Unrest
- 1976 : Henry Cow Concerts
- 1979 : Western Culture

### Avec Hatfield and the North
- 1975 : The Rotters' Club

### Avec Comus
- 1974 : To Keep from Crying

## Cinéma
- 1983 : Musique et co-scénariste du film The Gold Diggers